# Hannah Soar
Hannah Soar (* 4. Juni 1999 in Somers) ist eine US-amerikanische Freestyle-Skierin. Sie startet in den Buckelpisten-Disziplinen Moguls und Dual Moguls.

## Werdegang
Soar startete im Februar 2014 am Stratton Mountain erstmals beim Nor-Am-Cup und belegte dabei den 37. Platz im Dual Moguls und den 25. Rang im Moguls. Bei den Juniorenweltmeisterschaften 2016 in Åre errang sie den 11. Platz im Dual Moguls und den fünften Platz im Moguls und bei den Juniorenweltmeisterschaften 2017 in Chiesa in Valmalenco den 11. Platz im Moguls und den achten Platz im Dual Moguls. Ihr Debüt im Weltcup hatte sie im Februar 2017 im Deer Valley, das sie auf dem 19. Platz im Moguls beendete. Im folgenden Jahr holte sie im Moguls-Wettbewerb in Park City ihren ersten Sieg im Nor-Am-Cup und kam bei den Juniorenweltmeisterschaften in Duved auf den 33. Platz im Moguls und auf den zehnten Rang im Dual Moguls. In der Saison 2019/20 wurde sie mit acht Top-Zehn-Platzierungen, Fünfte im Moguls-Weltcup. Zudem errang sie den 16. Platz im Gesamtweltcup und erreichte mit Platz drei im Dual Moguls in Thaiwoo und Rang zwei im Dual Moguls im Deer Valley ihre ersten Podestplatzierungen im Weltcup.

## Erfolge

### Olympische Spiele
- Peking 2022: 7. Moguls

### Weltmeisterschaften
- Almaty 2021: 6. Dual Moguls, 10. Moguls
- Bakuriani 2023: 4. Dual Moguls, 8. Moguls

### Weltcupwertungen
| Saison  | Gesamt | Gesamt | Moguls | Moguls |
| Saison  | Platz  | Punkte | Platz  | Punkte |
| ------- | ------ | ------ | ------ | ------ |
| 2017/18 | 178.   | 2,55   | 36.    | 28     |
| 2018/19 | 85.    | 13,22  | 18.    | 119    |
| 2019/20 | 16.    | 42,3   | 5.     | 423    |
| 2020/21 | -      | -      | 3.     | 250    |
| 2021/22 | -      | -      | 8.     | 325    |

### Nor-Am Cup
- 2 Podestplätze, davon 1 Sieg